# Bernard Jomier
Pour les articles homonymes, voir Jomier.
Bernard Jomier, né le 9 octobre 1963 à Clermont-Ferrand (Puy-de-Dôme), est un homme politique et médecin généraliste français, sénateur de Paris depuis le 24 septembre 2017.

## Parcours politique
Candidat sur la liste des Verts aux élections municipales de 2001, il est élu maire-adjoint du 19e arrondissement de Paris chargé de la santé. Dans le cadre de son mandat, il s’engage dans la lutte contre le saturnisme, lance le projet de maison de santé dans le quartier Curial-Cambrai.
En 2008, il mène la liste des Verts aux élections municipales dans le 19e arrondissement de Paris et est réélu maire-adjoint de l'arrondissement chargé de l’environnement et du développement durable.
En parallèle de son action municipale, il participe au lancement du rassemblement des écologistes qui donnera naissance à Europe Écologie Les Verts (EÉLV) le 13 novembre 2010.
En 2012, il mène, dans la 16e circonscription de Paris avec Aurélie Solans comme suppléante, la campagne des élections législatives sous les couleurs d’EÉLV. Avec 11,12 %, il réalise le meilleur score des listes écologistes autonomes à Paris. Il est cependant éliminé dès le premier tour.
En 2013, alors que les pics de pollution atmosphérique se multiplient à Paris, il initie, accompagné de plusieurs dizaines de ses consœurs et confrères, l’Appel des médecins de Paris pour dénoncer les conséquences de la pollution sur la santé des patients. L’Appel trouve immédiatement un écho important dans la presse, sur internet, les réseaux sociaux et dans le débat public national, permettant la mise à l'agenda de cette question.
En mars 2014, il mène la liste « Vivre mieux dans le 19e » qui atteint 13 % des suffrages assurant la présence de huit élus écologistes à la mairie du 19e arrondissement dont trois conseillers de Paris. À la suite de son élection, il est nommé par Anne Hidalgo adjoint à la maire de Paris chargé de la santé, du handicap et des relations avec l’Assistance Publique – Hôpitaux de Paris. Il reste chargé des dossiers de l’eau et de l’aménagement des canaux dans le 19e arrondissement.
Il lance le premier plan de santé environnementale de Paris.
Il est élu sénateur de Paris lors des élections sénatoriales de septembre 2017, sous l'étiquette divers gauche dans la liste « Nouveau souffles : progressistes, écologistes, européens, démocrates ». À la suite de son élection, il démissionne de son mandat d'adjoint à la maire de Paris afin de respecter la loi sur le non-cumul des mandats.
En octobre 2019, alors qu'EELV mène une liste autonome, il rejoint, dès le premier tour, avec deux autres élus verts du 19e arrondissement, Aurélie Solans et Éric Thébault, les listes menées par la maire sortante Anne Hidalgo.

## Sénateur de Paris
Élu sénateur de Paris le 24 septembre 2017, et alors que la constitution d'un Groupe écologiste n'aboutit pas, il fait le choix de rejoindre le Groupe Socialiste et Républicain en tant qu'apparenté.
Le 8 décembre 2020, il dépose avec Catherine Deroche et Sylvie Vermeillet le rapport pour l'évaluation des politiques publiques face aux grandes pandémies à la lumière de la crise sanitaire de la covid-19 et de sa gestion. Sa confrontation avec le professeur Didier Raoult a marqué l'opinion publique,.
Le 24 mars 2021, il dépose avec Florence Lassarade le rapport d'information sur les orientations et la gouvernance de la politique de santé environnementale.
Le 4 octobre 2021, il propose avec Patrick Kanner un amendement au Code de la santé publique pour la vaccination obligatoire concernant le Covid-19, texte rejeté en commission le 6 octobre.
Membre de la commission spéciale sur la bioéthique, il est nommé rapporteur sur la loi du 2 août 2021 relative à la bioéthique.
En 2022, il préside la commission d'enquête sur la situation de l'hôpital et fait adopter le rapport de Catherine Deroche sur la situation de l’hôpital et le système de santé en France.
Le 1er février 2023, le Sénat adopte sa proposition de loi relative à l'instauration d'un nombre minimum de soignants par patient hospitalisé. Le texte est soutenu par plusieurs tribunes de soignants,.